# Novospasskiklooster
Het Novospasski-klooster (Russisch: Новоспасский монастырь) is een Russisch-orthodox klooster in het zuidoostelijke deel van Moskou. Het klooster maakte ooit deel uit van de ring van kloosters rond Moskou die de stad tegen vijandelijke invallen moest verdedigen. Het klooster werd gewijd aan de Verlosser.

## Geschiedenis
Het Novospasski-klooster claimt het oudste klooster van Moskou te zijn. Het klooster op deze locatie aan de linkeroever van de Moskva dateert van 1490. Echter grootvorst Ivan III liet het klooster verplaatsen vanuit het Kremlin van Moskou, waar het al sinds het begin van de 14e eeuw stond. Daarom wordt het klooster ook wel het "Nieuwe klooster van de Verlosser" genoemd. De stenen opvolger van de kathedraal van het oorspronkelijke klooster in het Kremlin werd op 1 mei 1933 in opdracht van de atheïstische autoriteiten gesloopt. 
De houten ommuring van het klooster weerstond in 1571 en 1591 bij herhaling aanvallen van de Krim-Tataren.
Tot Michaël I tot tsaar van Rusland werd verkozen, werden hier veel leden van de Romanovs begraven. Hij verordonneerde een volledige herbouw van het klooster, bijna alle huidige gebouwen van het klooster dateren uit die tijd. Uitzonderingen vormen de enorme klokkentoren en de Kerk van de Moeder Gods van het Teken, die diende als grafkerk voor de familie Sjeremetev. Tevens liet hij de houten omwalling vervangen door een dikke, stenen omwalling met zeven bastions. 
Vlak voor de aftocht van de troepen van Napoleon mislukte een poging van de Fransen om de kathedraal op te blazen.

## Sluiting
Het klooster werd na de revolutie in 1918 gesloten. Voorwerpen van museale waarde werden overgedragen aan het tot museum getransformeerde Simonovklooster. Vervolgens werd de heilige plaats een plek van foltering van de NKVD. Eerst betrof het een gevangenis voor vrouwen, later een werkkamp voor politieke gevangenen en criminelen. In de jaren 30 werd het kerkhof ontwijd en grotendeels vernietigd, de kathedraal werd in gebruik genomen ten behoeve van de NKVD archieven en de Kerk van de Heilige Nicolaas werd een opslagmagazijn voor meubels. De tussenkomst van de Tweede Wereldoorlog verhinderde een plan om het klooster volledig op te blazen. Vanaf de jaren 60 vonden er weer restauratiewerkzaamheden aan het klooster plaats.

## Heropening
Op 4 december 1990 keerde het klooster terug naar de Russisch-orthodoxe kerk. Op 23 maart 1991 werd de eerste eredienst weer gevierd in de Transfiguratiekathedraal. Sinds 1991 kreeg het complex de oorspronkelijke bestemming terug van mannenklooster. De gebouwen werden gemoderniseerd en er vond herstel en herbouw plaats.
Na ontdekking van diens graf in 1995 op het terrein waar tot 1930 het Chudovklooster stond, vond hier de herbegrafenis plaats van de stoffelijke resten van Grootvorst Sergej Aleksandrovitsj van Rusland, de oom van Nicolaas II van Rusland, die in Moskou werd vermoord op 17 februari 1905. Bij het klooster staat een replica van het kruis dat tot de verwoesting ervan in 1918 de plaats bij de Kremlinmuur markeerde waar de grootvorst werd vermoord.

## Kerken
- Kathedraal van de Transfiguratie  (bouwjaar 1645-1647)
- Kerk Moeder Gods van het Teken  (bouwjaar 1791-1795)
- Kerk van de Heilige Nicolaas (bouwjaar 1652)
- Kerk van de Heilige Maagd (bouwjaar 1673-1675)
- De kerk van de Heilige Sergius (bouwjaar 1787)

## Afbeeldingen

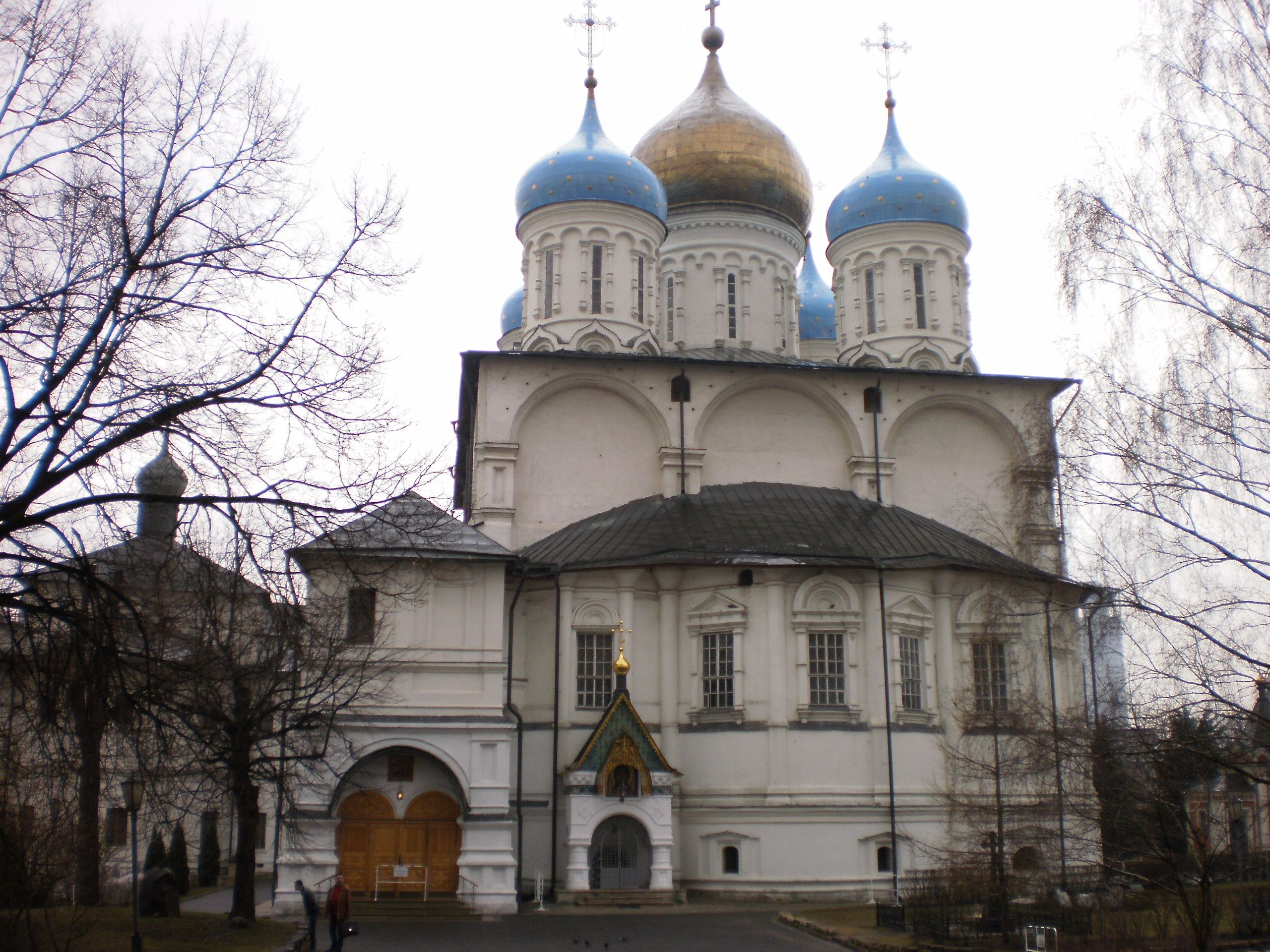
Transfiguratiekathedraal
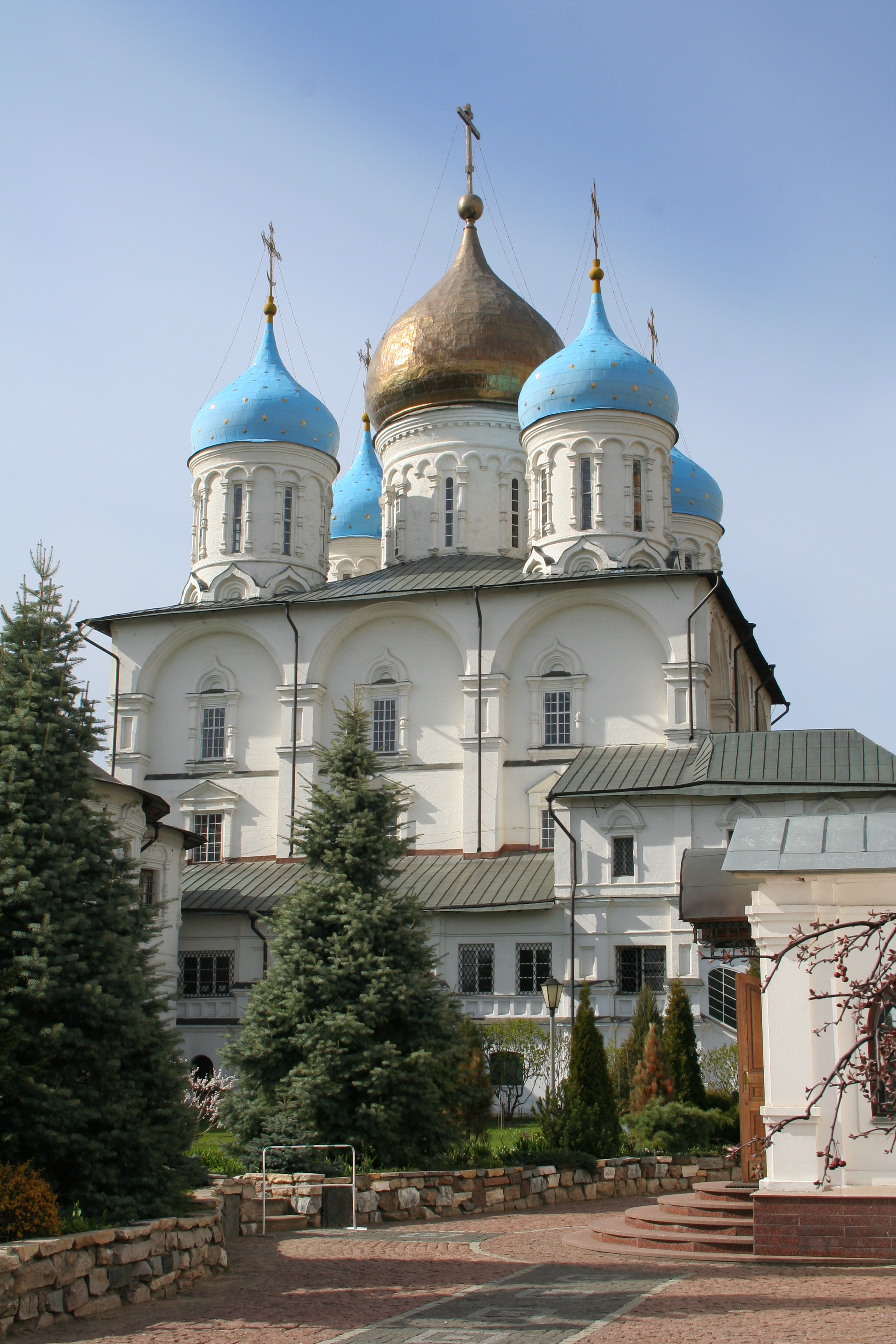
Transfiguratiekathedraal
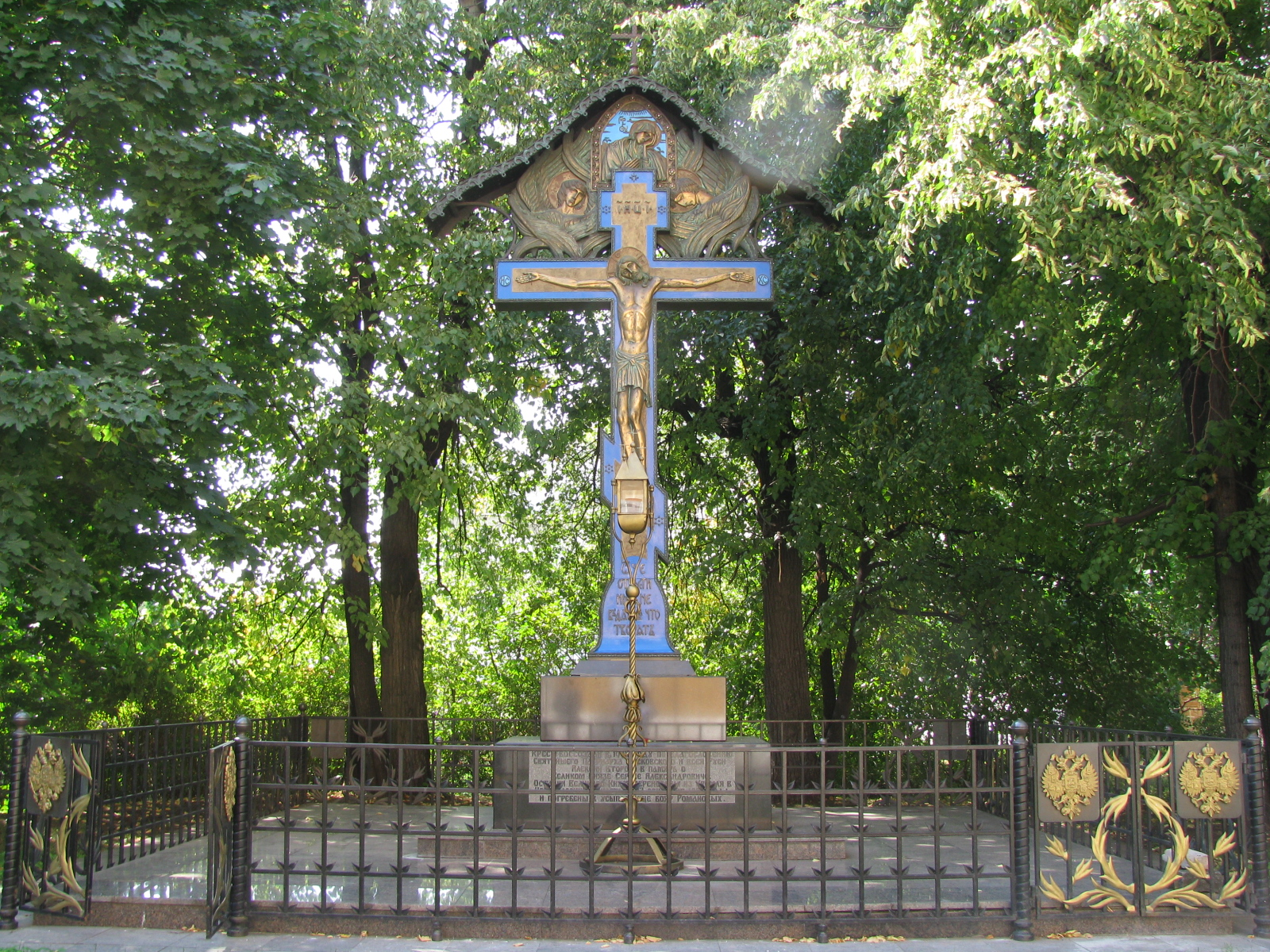
replica monument Grootvorst Sergej Aleksandrovotsj van Rusland
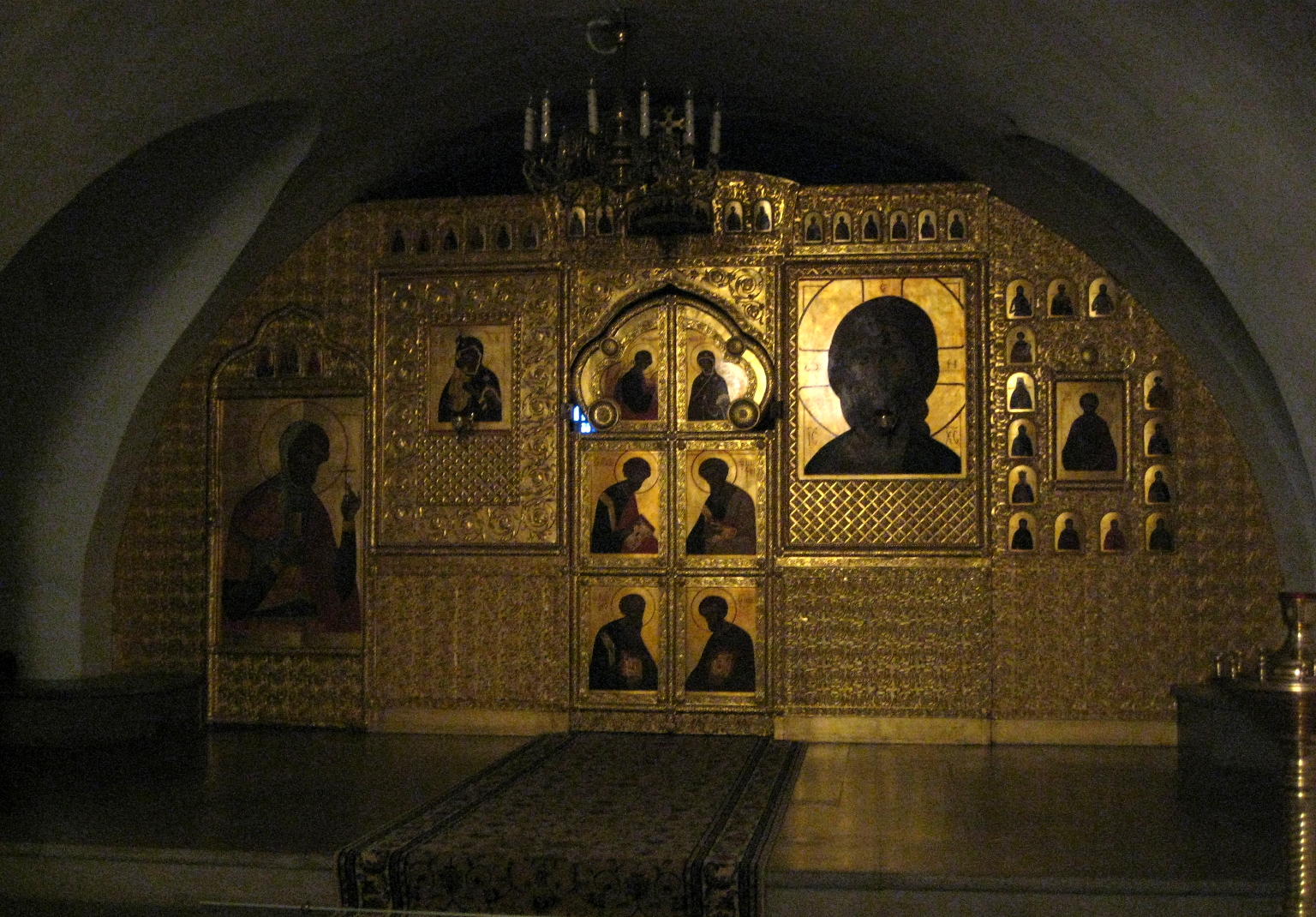
Crypte van de Romanovs
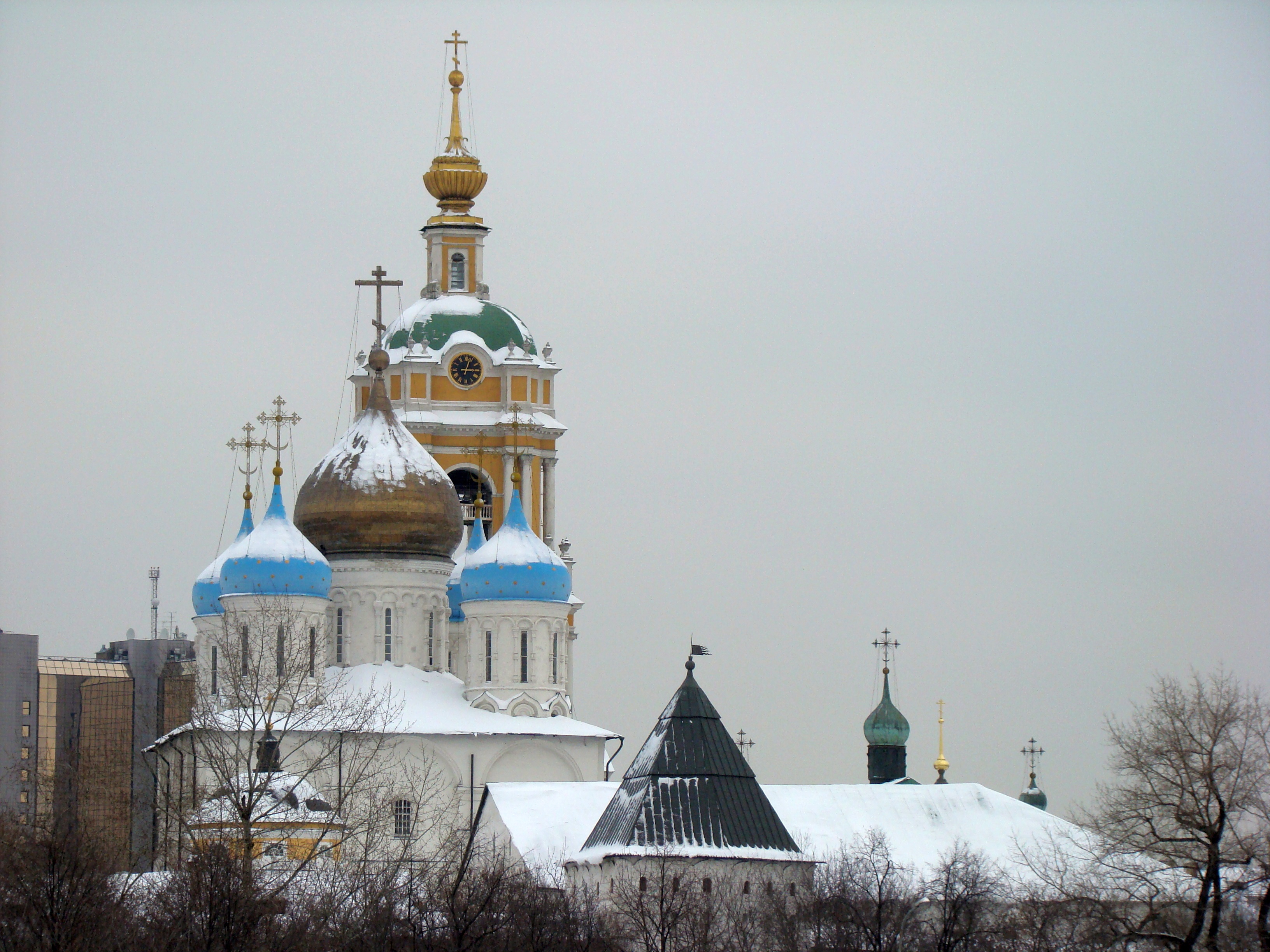
De koepels van de kerken